# Cyphellaceae
The Cyphellaceae là một họ nấm trong bộ Agaricales. Họ này chứa 16 chi và 31 loài.

## Hình ảnh

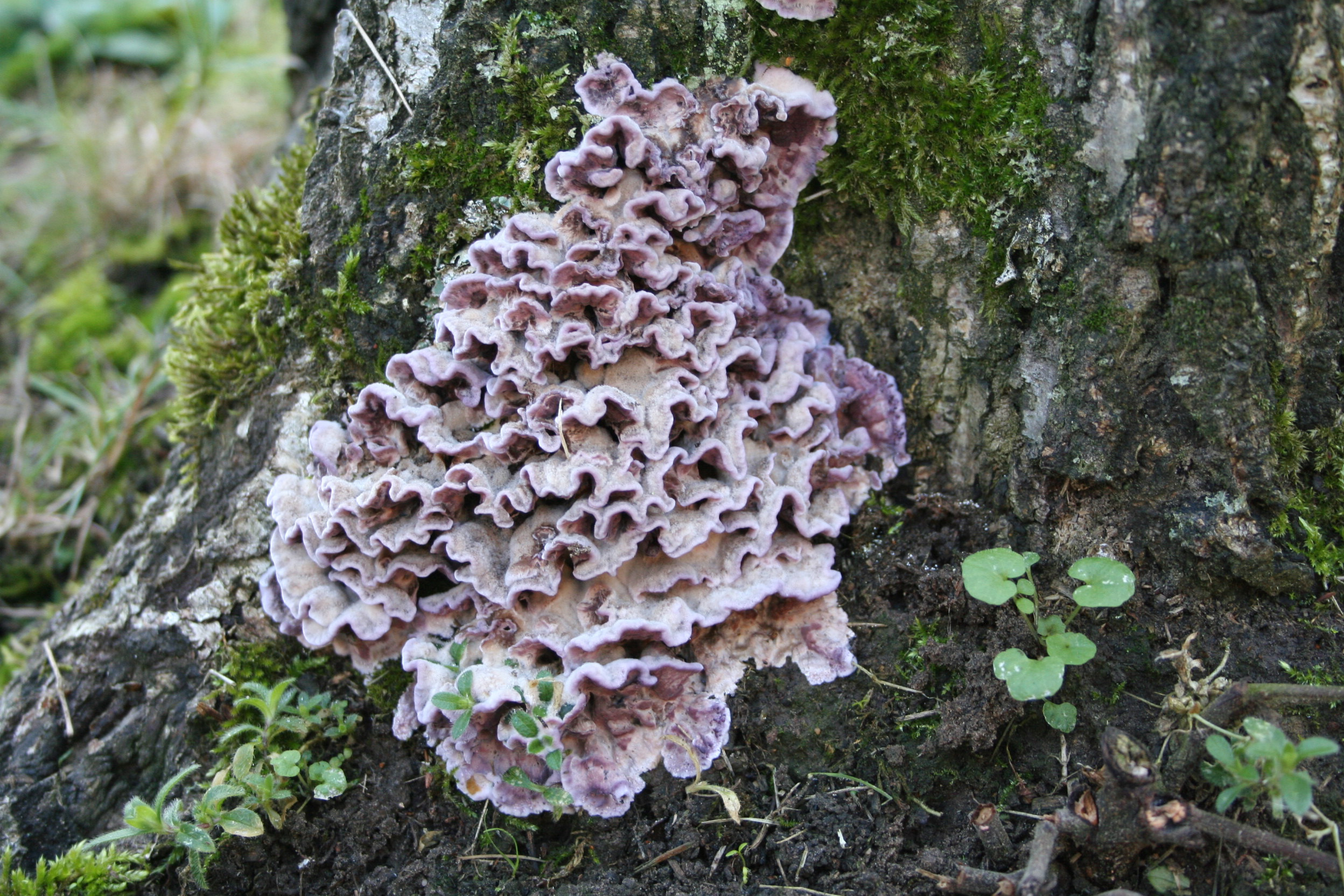

## Chi
- Asterocyphella
- Campanophyllum
- Catilla
- Cheimonophyllum
- Chondrostereum
- Cunninghammyces
- Cyphella
- Gloeocorticium
- Gloeostereum
- Granulobasidium
- Hyphoradulum
- Incrustocalyptella
- Phaeoporotheleum
- Seticyphella
- Sphaerobasidioscypha
- Thujacorticium